# Cubiculário
Cubiculário (em grego: κουβικουλάριος; romaniz.: koubikoularios; em latim: Cubicularius) era um título usado por eunucos camareiros do palácio imperial do Império Romano tardio e do Império Bizantino. A versão feminina, usado pelas camareiras da imperatriz era koubikoularia (em grego: κουβικουλαρία).

## História
O termo deriva de seus serviços no "dormitório sagrado" (sacrum cubiculum) do imperador. No período romano tardio, os cubiculários eram muito numerosos: de acordo com João Malalas, a imperatriz Teodora contava com mais de 4000 Patrícios e cubiculários. Eles foram colocados sob o comando de um prepósito do cubículo sagrado e um primicério do cubículo sagrado, enquanto os demais servos do palácio eram subordinados ao castrense do palácio sagrado (castrensis sacri palatii) ou o mestre dos ofícios (magister officiorum). Havia também os cubiculários especiais (às vezes incluindo cubiculários femininos) e o ofício foi introduzido na Igreja Católica provavelmente sob o papa Leão I.
No Império Bizantino, eles desempenharam um papel muito importante, mantendo ofícios palacianos seniores tais como paracemomeno ou epi tēs trapezēs, mas também serviram em cargos nos departamentos financeiros centrais, como administradores provinciais e, às vezes, também como generais. Gradualmente, nos séculos VII-VIII, os eunucos do dormitório imperial (em grego: [βασιλικός] κοιτῶν; romaniz.: [basilikos] koitōn) foram separados dos outros cubiculários e distinguidos como os cetonitas (em grego: κοιτωνῖται; romaniz.: koitōnitai), ficando sob a autoridade do paracomomeno. Ao mesmo tempo, o guarda-roupa imperial (basilikon vestiarion) e os seus funcionários também se tornaram um departamento separado sob o protovestiário. O restante continuou como os "cubiculários do cubucleio" (em grego: κουβικουλάριοι τοῦ κουβουκλείου), ainda sob o prepósito (em grego: πριμηκήριος τοῦ κουβουκλείου; romaniz.: primikērios tou kouboukleiou), continuando como seu principal assessor. O ofício foi eventualmente abandonado pelos bizantinos, mas não é claro quando: Nikolaos Oikonomides sugeriu a última metade do século XI, mas Rodolphe Guilland apoiou a sua existência até o início do século XIII.
Por volta do século IX, além de seu uso geral denotando um servo palaciano eunuco, cubiculário também adquiriu um significado mais técnico como um grau ou dignidade na hierarquia palaciana bizantina: de acordo com o Cletorológio de 899, o posto de cubiculário era o segundo menor entre aqueles reservados para os eunucos, vindo depois de espatário-cubiculário e antes do nipsistiário. Novamente de acordo com o Cletorológio, a insígnia distintiva do posto foram um camísio (uma sobre-capa semelhante à pénula) bordada com roxo, e um paragáudio (túnica).